# Guido Gratton
Guido Gratton (Monfalcone, 23 de outubro de 1932 - 26 de novembro de 1996) foi um futebolista italiano que atuava como meio-campo.

## Carreira
Guido Gratton fez parte do elenco da Seleção Italiana de Futebol na Copa do Mundo de 1954, na Suíça, ele não atuou.